# 溫斯洛號驅逐艦 (DD-359)
溫斯洛號驅逐艦（舷號DD-359）是一艘隸屬於美國海軍的驅逐艦，為波特級驅逐艦的四號艦。她是美國第三艘以溫斯洛為名的軍艦，紀念美國內戰時期的海軍少將約翰·溫斯洛（John Ancrum Winslow）。
溫斯洛號於1933年12月18日開始建造，在1936年9月21日下水，1937年2月17日服役。溫斯洛號起初在太平洋跟隨戰鬥部隊（Battle Force）執勤，在1941年調回大西洋的偵察部隊（Scouting Force）。日軍突襲珍珠港時，溫斯洛號正在南非好望角海域，掩護搭載英軍的WS 12X船團。此後溫斯洛號一直在南美洲、加勒比和北大西洋海域負責護航任務，直到戰爭結束。戰後溫斯洛號用作防空訓練艦，在1950年6月28日退役並編入預備艦隊。溫斯洛最終於1957年除籍，並在1959年出售拆解。